# Aeropuerto de Puerto Suárez
El Aeropuerto Capitán Av. Salvador Ogaya Gutiérrez o Aeropuerto de Puerto Suárez es un aeropuerto boliviano ubicado en ciudad de Puerto Suárez en el departamento de Santa Cruz. Antes de 1967 la aerolínea Panagra operaba en este aeropuerto.